# Matchmaking (videogiochi)
Nei videogiochi multiplayer, il matchmaking è il processo di connessione dei giocatori per inserimento a server di gioco online.

## Playlist
Le playlist sono flussi gestiti automaticamente di sessioni di gioco online a cui i giocatori possono unirsi e abbandonare a piacimento dette anche modalità o partite. Un insieme di regole pedefinite viene utilizzato per determinare la configurazione di ogni sessione senza la necessità di input umano.
I giochi normalmente offrono una scelta di playlist o detto anche modalità, a tema (ad es. Squadre o in singolo, modalità stravaganti, ecc.) Per soddisfare gusti o stati d'animo diversi. Poiché le playlist sono gestite da server controllati dallo sviluppatore del gioco, è possibile che vengano modificate nel tempo o per essere migliorate.
Quando un giocatore seleziona una playlist (modalità di gioco), si unisce a un gruppo di altre persone che hanno fatto la stessa scelta. Il server playlist quindi li collega a una sessione di gioco esistente o ne crea una nuova.

## Party
I party sono gruppi di giocatori che giocano assieme, essi vengono trattati come un'unica entità dai sistemi di matchmaking. Un gruppo può saltare da una sessione all'altra affinche non ne trova una con sufficienti spazi senza che i suoi giocatori si separino mai. Il concetto è particolarmente adatto alle playlist, che possono gestire automaticamente la logistica di trovare o creare sessioni di gioco.

## Lobby
Le lobby o dette anche menu di gioco sono la schermata in cui i giocatori possono ispezionare la prossima modalità di gioco, esaminare i risultati dell'ultima partita, modificare le proprie impostazioni, cambiare/modificare il proprio personaggio e parlare con i compagni vocalmente, se possibilitati dal gioco.
In molte partite i giocatori se vogliono possono tornare nella lobby alla fine di ogni sessione. In alcuni, i giocatori che si uniscono a una sessione già iniziata vengono inseriti nella lobby nell'attesa che finisca la partita e che inizi la successiva. Poiché le lobby consumano pochissime risorse, a volte vengono utilizzate anche come "recinto" per i giocatori mentre viene trovato un host adatto per la prossima sessione.
Le lobby create dalle playlist spesso hanno un conto alla rovescia per vedere se il giocatore è pronto a giocare o no prima dell'inizio della sessione, mentre le lobby create da un giocatore generalmente vengono fatte partire dall'host della sessione a proprio piacere quando si è pronti.

## Classifica
Molti sistemi di matchmaking sono caratterizzati da un sistema di classificazione che tenta di abbinare giocatori con classifica di abilità più o meno simile l'una dall'altra. La classifica è solitamente usata nelle sessioni di modalità denominata "classificata", per quei giocatori a cui piace essere valutati in base alle proprie prestazioni.
I giochi con classifica offrono solitamente sessioni non classificate per i giocatori che non vogliono che le loro partite vengano registrate, analizzate e valutate. Questi sono tenuti separati in modo che i giocatori classificati e non classificati non si mescolino tra loro.

## Browser del server
Alcuni giochi (in particolare quelli con server dedicati) presentano ai giocatori un elenco di sessioni attive e consentono loro di selezionarne una manualmente. Questo sistema può essere utilizzato insieme a classifiche e lobby, ma è frustrato dalla creazione di playlist su richiesta.
La maggior parte di questi browser per server consente ai giocatori di filtrare i risultati che forniscono. I criteri di filtro comuni includono il nome del server, il numero di giocatori, la modalità di gioco e la latenza dei giocatori.

## Elenchi di contatti
Una delle forme più elementari e comuni di matchmaking è fornire ai giocatori un elenco di altri giocatori che hanno incontrato in precedenza e con cui potrebbero voler giocare di nuovo (ad esempio come sul videogioco Counter-Strike:Global Offencive) o altrimenti permettergli di aggiungere giocatori fra gli amici tramite codice amico (come su Steam) o ID personale. Viene mostrato lo stato di ogni giocatore (offline, online, in gioco, assente o non disturbare), viene data la possibilità di partecipare a una sessione in corso e generalmente è possibile inviare messaggi di chat.
In molti casi le liste di contatti sono gestite dalla piattaforma su cui gira un gioco (es: Xbox Live, PlayStation Network, Steam) per risparmiare ai giocatori il sovraccarico di gestire molte liste separate per molti giochi individuali.

## Chiacchierare
In alcuni giochi multiplayer online, esiste un sistema di chat nel matchmaking in cui le persone possono comunicare con altri in tutto il mondo. La chat aiuta gli amici a rimanere in contatto tra loro, parlare di strategia e fare amicizia con gli altri per rendere il gioco più divertente.
In alcuni giochi è possibile anche comunicare con altri giocatori tramite chat vocale e non solo via chat.

## Storia
I primi giochi online, come Doom, richiedevano ai giocatori di scambiarsi i propri indirizzi IP personali. Con Quake questi si sono evoluti in indirizzi di server dedicati più permanenti e una rubrica è stata aggiunta al menu del gioco per memorizzarli, ma trovare gli IP in primo luogo è rimasto un processo molto complicato.
I giocatori sono intervenuti elencando i server sui siti web dei loro clan. Nel 1996 questo processo è stato automatizzato con i primi browser per server: uno integrato in Diablo tramite Battle.net, l'altro un'applicazione desktop per i giocatori di Quake chiamata QSpy (che divenne GameSpy Arcade). In entrambi i casi un "server maestro" memorizzava e trasmetteva un elenco di IP; Diablo presentava anche un elenco di contatti. I browser per server hanno reso facile il gioco online per la prima volta e la sua popolarità è cresciuta rapidamente di conseguenza.
Il matchmaking ha visto la sua prossima grande evoluzione con il rilascio di Halo 2 nel 2004. La cultura del clan necessaria per supportare i server dedicati non era arrivata alle console e aspettarsi che i giocatori si auto-ospitassero si era dimostrato limitante. Halo 2 ha risolto il problema automatizzando il processo di auto-hosting con i concetti gemelli di playlist e party, un sistema che si è dimostrato così efficace da diventare rapidamente il secondo standard industriale per il matchmaking.
Oggi le playlist sono più comuni nei giochi per console come PS o Xbox, mentre i browser per server sono più comuni nei giochi per PC.